# Örekilsälvens naturreservat
Örekilsälvens naturreservat är ett naturreservat i Munkedals kommun i Bohuslän i Västra Götalands län.
Reservatet är skyddat sedan 2024 och är 195 hektar stort. Det omfattar Örekilsälvens nedre lopp och omfattar vattnet och omgivande lövklätt ravinlandskap samt delar av tätorten Munkedal.